# Go On, Baby! -universal mix-
「Go On, Baby! -universal mix-」（ゴーオンベイビー ユニバーサルミックス）は、2001年6月6日にリリースされたDREAMS COME TRUEの28thシングル。

## 概要
- 「Go On,Baby ! -universal mix-」と、「See You In My Dreams」は、アルバム『THE MONSTER-universal mix-』よりシングルカット。「Go On,Baby ! (Japanese version)」は、10thアルバム『the Monster』からシングルカット。
- CD-EXTRAとして「See You In My Dreams」のミュージックビデオを収録。後に、「DCT CLIPS V1」でVHS・DVD化された。

## 収録曲
1. Go On,Baby! -universal mix-
  - 作詞：吉田美和、作曲：中村正人・吉田美和、編曲：中村正人
  - コンフェデレーションズカップ2001／フジテレビ番組イメージソング[1]
2. Go On,Baby! (Japanese version)
  - 作詞：吉田美和、作曲：中村正人・吉田美和、編曲：中村正人
3. See You In My Dreams
  - 作詞：吉田美和、作曲：中村正人・吉田美和、編曲：中村正人

## 収録アルバム
- the Monster(1999年4月21日)
- THE MONSTER -universal mix-(2001年5月9日)
- the Monster 2002:monkey girl odyssey tour special edition(2002年3月29日)
- DREAMANIA -DREAMS COME TRUE smooth groove collection-(2004年1月9日)